# Tupac Amaru Shakur Center for the Arts

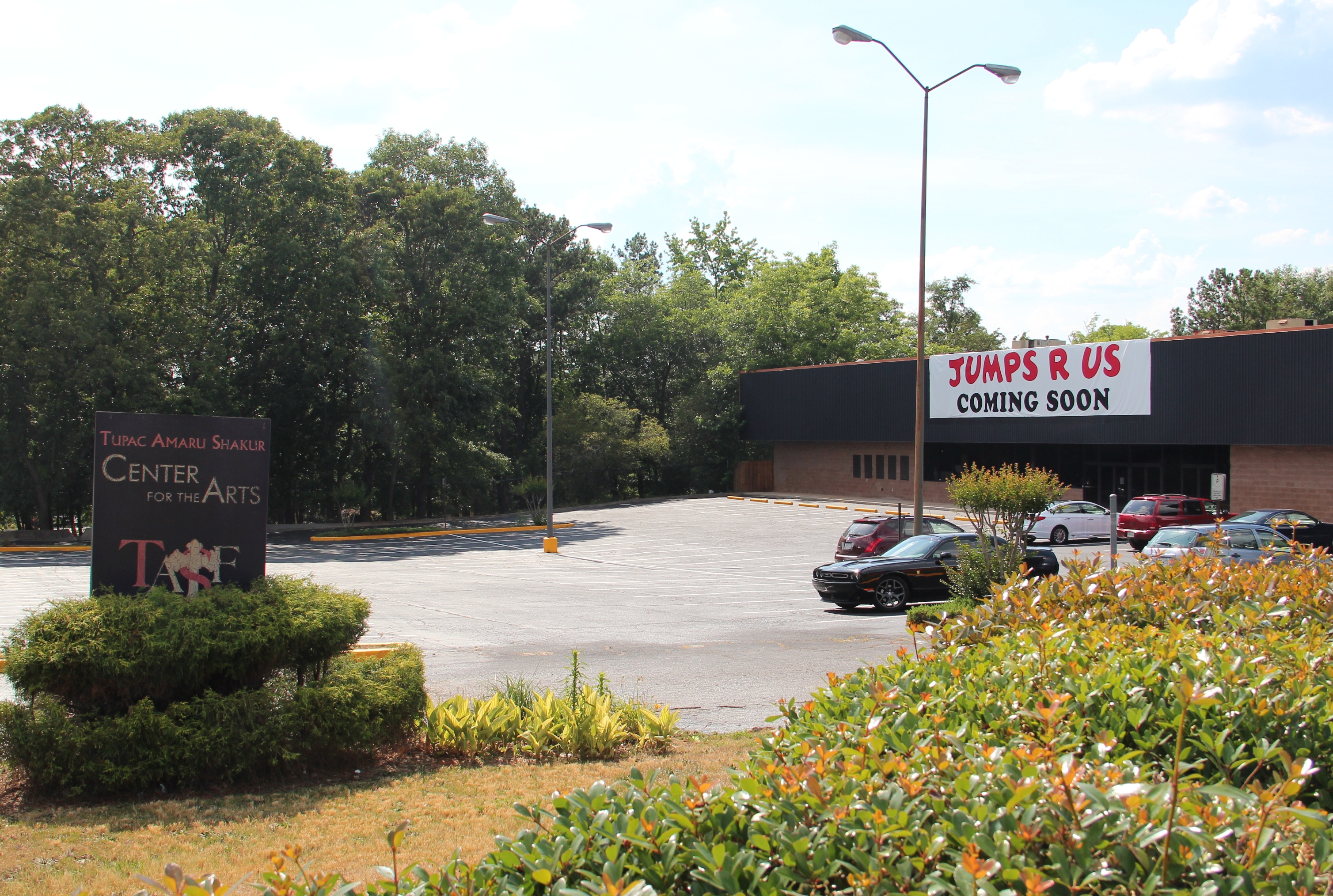
Sede de Tupac Amaru Shakur Center for the Arts. Em Stone Mountain, Geórgia.

O Tupac Amaru Shakur Center for the Arts, com sede em Stone Mountain, Geórgia, era um centro de artes cênicas apoiado pela Shakur Family Foundation. A missão do Shakur Center era oferecer oportunidades para os jovens por meio das artes e oferecia programas como aulas de teatro, dança e escrita criativa. A organização também organizou um acampamento de artes cênicas para jovens de doze a dezoito anos.  
O centro, localizado na Memorial Drive, foi nomeado em homenagem ao falecido artista de hip hop americano Tupac Amaru Shakur e foi fundado por sua mãe Afeni Shakur.